# Juan Carlos Romanin
Juan Carlos Romanin SDB (ur. 14 listopada 1954 w Sarandí) – argentyński duchowny rzymskokatolicki, w latach 2005-2012 biskup Río Gallegos.

## Życiorys
Święcenia kapłańskie przyjął 24 października 1981 w zgromadzeniu księży salezjanów. Po święceniach studiował w Buenos Aires i w Quito, po czym rozpoczął pracę w Avellaneda. Później pracował w placówkach zakonnych w Ensenada oraz w Mar del Plata.
25 października 2005 został prekonizowany biskupem Río Gallegos. Sakrę biskupią otrzymał 17 grudnia 2005. 18 kwietnia 2012 zrezygnował z urzędu.